# Lommegöl (Lenhovda socken, Småland)
Lommegöl är en sjö i Uppvidinge kommun i Småland och ingår i Ronnebyåns huvudavrinningsområde. Sjöns area är 0,022 kvadratkilometer och den befinner sig 241 meter över havet.